# Pine Brook Hill
Pine Brook Hill es un lugar designado por el censo ubicado en el condado de Boulder en el estado estadounidense de Colorado. En el Censo de 2010 tenía una población de 983 habitantes y una densidad poblacional de 129,85 personas por km².

## Geografía
Pine Brook Hill se encuentra ubicado en las coordenadas 40°2′18″N 105°18′30″O / 40.03833, -105.30833. Según la Oficina del Censo de los Estados Unidos, Pine Brook Hill tiene una superficie total de 7.57 km², de la cual 7.55 km² corresponden a tierra firme y (0.24%) 0.02 km² es agua.

## Demografía
Según el censo de 2010, había 983 personas residiendo en Pine Brook Hill. La densidad de población era de 129,85 hab./km². De los 983 habitantes, Pine Brook Hill estaba compuesto por el 95.22% blancos, el 0.31% eran afroamericanos, el 0.31% eran amerindios, el 2.44% eran asiáticos, el 0% eran isleños del Pacífico, el 0.51% eran de otras razas y el 1.22% pertenecían a dos o más razas. Del total de la población el 1.53% eran hispanos o latinos de cualquier raza.